# Weinhandlung und Weinstube Kach
Die ehemalige Weinhandlung und Weinstube Kach ist ein denkmalgeschütztes Gebäude in der Kirchenstraße 2 in der Altstadt der mittelfränkischen Stadt Erlangen.

## Beschreibung
Bei dem Eckhaus handelt es sich um einen zweigeschossigen Sandsteinbau mit Walmdach. Die barocke Fassade mit geohrten Gewänden entspricht der eines typischen Erlanger Bürgerhauses des 18. Jahrhunderts.

## Geschichte

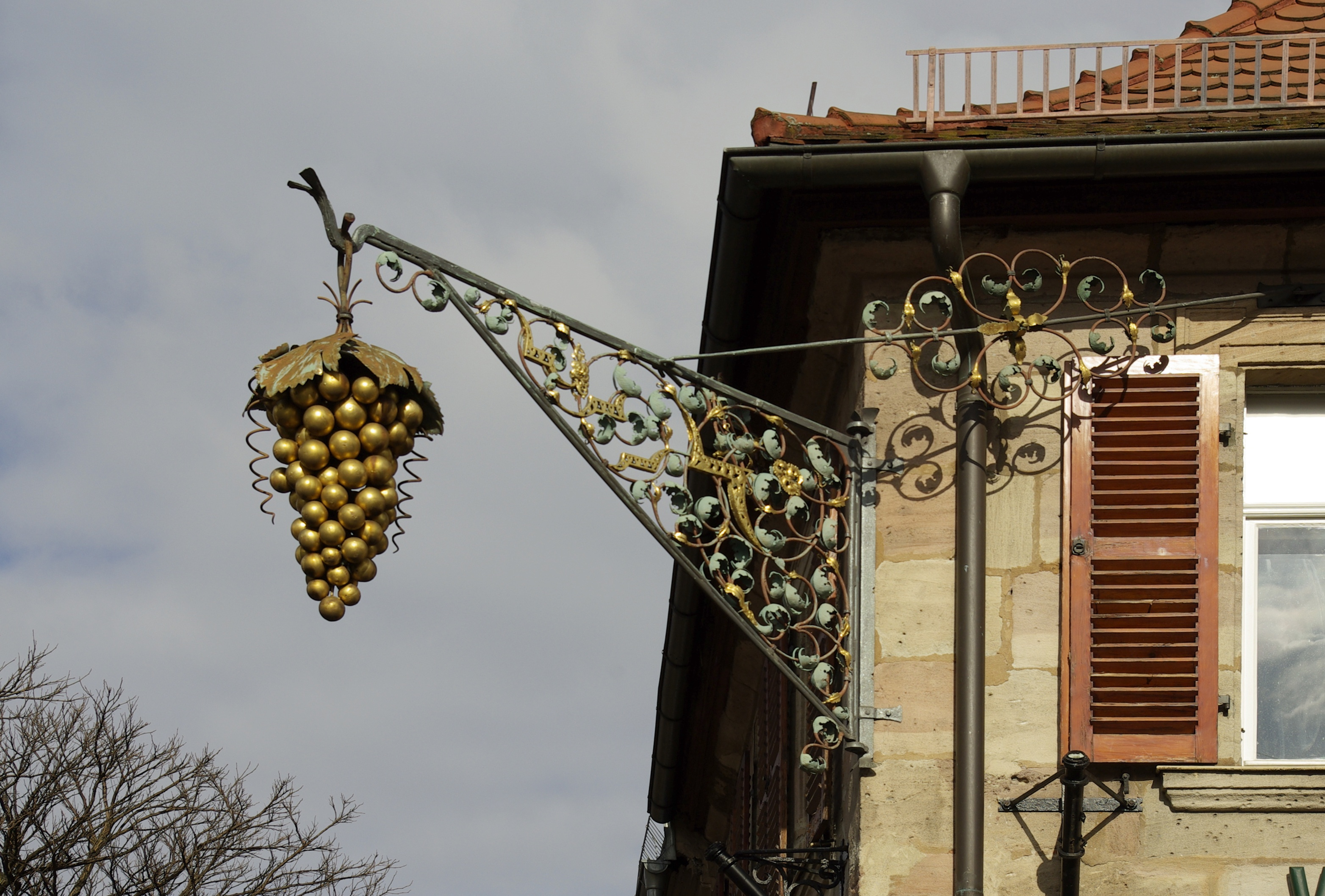
Der Wirtshausausleger der ehemaligen Weinstube Kach, 2013

Das Gebäude in der heutigen Kirchenstraße 2 wurde 1754 von dem Maurermeister Georg Jacob Weyhing, Wirt des Gasthauses „Drei Lilien“, erbaut. Weyhing, der die Weinschankgerechtigkeit ohne Schild noch während der Errichtung erhielt, verkaufte das Haus nach Fertigstellung an den Uhrmacher Johann Adam Erich. Nach dessen Konkurs erwarb der Superintendent Dr. Joachim Ehrenfried Pfeiffer das Gebäude am 18. Juli 1777 als Meistbietender. Johann Adam Erichs Sohn Georg Nicolaus, der wie sein Vater Uhrmacher war, kaufte das die Weinschänke am 16. Februar 1786 von Pfeiffer zurück. Am 6. August 1799 übernahm Georg Nicolaus Erichs Witwe Anna Barbara das Anwesen, in dem ab 1797 auch eine Essigsiederei betrieben wurde.
Nachdem das Haus 1895 an Julius Kach (1870–1924) gelangt war, entwickelte es sich zu einem der führenden Speiselokale in Erlangen. 1924 übernahmen Julius Kachs Witwe Anna und Sohn Alexander das Wirtshaus mit angeschlossener Wein- und Spirituosenhandlung. In der dritten Generation unter Günter Kach wurde der Betrieb 1994 an Familie Paulus verkauft. Von 1998 bis 2001 war die Weinstube an Familie Feiler aus Muggendorf verpachtet. Danach folgten weitere Pächter, bis das Gasthaus 2013 geschlossen wurde.